# WCHL 1924/25
Die Saison 1924/25 war die vierte reguläre Saison der Western Canada Hockey League (WCHL). Meister wurden die Victoria Cougars.

## Teamänderungen
Folgende Änderungen wurden vor Beginn der Saison vorgenommen:
- Die Vancouver Maroons wurden als Expansionsteam in die Liga aufgenommen.
- Die Victoria Cougars wurden als Expansionsteam in die Liga aufgenommen.

## Modus
In der Regulären Saison absolvierten die sechs Mannschaften jeweils 28 Spiele. Die drei bestplatzierten Mannschaften spielten anschließend in den Playoffs in Hin- und Rückspiel gegeneinander, wobei die Mannschaft mit dem besseren Torverhältnis aus beiden Spielen weiterkam. Zunächst spielte der Zweit- gegen den Drittplatzierten, anschließend trat der Sieger aus diesem Duell gegen den Erstplatzierten um den Meistertitel und den Einzug in die Stanley Cup Challenge an. Für einen Sieg erhielt jede Mannschaft zwei Punkte, bei einem Unentschieden einen Punkt und bei einer Niederlage null Punkte.

## Saisonverlauf
Vor der Spielzeit wurde die Pacific Coast Hockey Association nach 13 Jahren aufgelöst und die beiden verbliebenen Mannschaften aus Vancouver und Victoria traten der WCHL bei. Während Vancouver einige Probleme hatte, sich in der neuen Liga zurechtzufinden, gelang es Victoria, als Dritter in das Playoff-Halbfinale einzuziehen, wo man die Saskatoon Sheiks mit 6:4 Toren ausschaltete. Anschließend gelang der Mannschaft mit 3:1 Toren gegen die Calgary Tigers gleich im ersten Jahr der Gewinn der WCHL-Meisterschaft und die Qualifikation für die Stanley Cup Challenge. Mickey MacKay war mit 27 Treffern bester Torschütze der Liga, während Bill Cook mit 34 Punkten Topscorer wurde.

## Tabelle Reguläre Saison
Abkürzungen: GP = Spiele, W = Siege, L = Niederlagen, T = Unentschieden, GF = Erzielte Tore, GA = Gegentore, Pts = Punkte
|                   | GP | W  | L  | T | GF  | GA  | Pts |
| ----------------- | -- | -- | -- | - | --- | --- | --- |
| Calgary Tigers    | 28 | 17 | 11 | 0 | 95  | 79  | 34  |
| Saskatoon Sheiks  | 28 | 16 | 11 | 1 | 102 | 75  | 33  |
| Victoria Cougars  | 28 | 16 | 12 | 0 | 84  | 63  | 32  |
| Edmonton Eskimos  | 28 | 14 | 13 | 1 | 97  | 109 | 29  |
| Vancouver Maroons | 28 | 12 | 16 | 0 | 91  | 102 | 24  |
| Regina Capitals   | 28 | 8  | 20 | 0 | 72  | 121 | 16  |

## Playoffs
Halbfinale
- Saskatoon Sheiks – Victoria Cougars 1:3/3:3

Finale
- Victoria Cougars – Calgary Tigers 1:1/2:0

## Stanley Cup Challenge
In der Best-of-Five-Serie um den Stanley Cup setzten sich die Victoria Cougars mit 3:1 Siegen gegen die Canadiens de Montréal aus der National Hockey League durch. Damit waren sie die einzige Mannschaft der WCHL die jemals den Stanley Cup gewinnen konnte sowie die letzte außerhalb der NHL, die den Pokal gewann.